# Aert Schouman

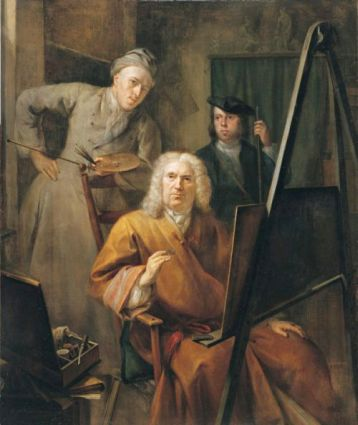
Retrato de Cornelis van Lill (sentado), su nieto y Aert Schouman

Aert Schouman o Aart Schouman (4 de marzo de 1710-5 de julio de 1792) fue un pintor del siglo XVIII de los Países Bajos.

## Biografía
Schouman nació en Dordrecht. Cuando cumplió los 15 años se desempeñó como aprendiz del artista de Dordrecht Adriaan van der Burg, junto con Cornelis Greenwood, el hijo de su maestro de grabado de vidrio, Frans Greenwood. Schouman era inusual entre los pintores ya que llevó un diario detallado de su vida profesional desde el 16 de octubre de 1733 hasta el 16 de noviembre de 1753. Asumió su primer alumno de arte en 1733 y continuó enseñando durante el resto de su vida. De 1742-1792 fue jefe del Gremio de San Lucas en Dordrecht, y en 1751 se convirtió en regente de la escuela de dibujo de La Haya asociada a la Cofradía Pictura de La Haya. En 1736 fundó la "Hermandad" de la Cofradía de La Haya, una fraternidad de los amantes del arte de aficionados de Dordrecht y sus alrededores, de la que fue jefe durante los años 1752 a 1762.
Schouman fue un artista destacado en Zeeland entre 1735 y 1785. Durante ese periodo vivió y trabajó en Dordrecht, La Haya y Middelburg y enseñó a los alumnos en Dordrecht y La Haya. Viajó a Inglaterra dos veces y reunió una importante colección de pinturas. Fue un prolífico y versátil pintor holandés, grabador de vidrio, grabador, coleccionista y comerciante, quien produjo naturalezas muertas, temas bíblicos y mitológicos, estudios de historia natural, géneros, obras históricas, retratos, dibujos, grabados y medias tintas. Él diseñó tapices, tapices pintados y objetos decorados tales como abanicos, cajas de rapé e incluso las ventanas de cristal de una linterna mágica. Sus pupilos fueron Wouter Dam, Jabes Heenck, Dirk Kuipers, Pieter Willem van Megen, Nicolaes Muys, Jan van Os, Joris Ponse, Martinus Schouman (su sobrino), Jan Willem Snoek, Rutger Moens Taats, Wouter Uiterlimmige, Wilhelmus Vincentius, Jacobus Vonck, y Daniël Vrijdag. Murió en La Haya, a los 82 años de edad.
Su pintura de Cornelis van Lill, el coleccionista de arte de Dordrecht y Mecenas, da una idea de la relación entre el artista y el mecenas.